# Eoeotmethis longipennis
Eoeotmethis longipennis är en insektsart som beskrevs av Zheng, Z. 1985. Eoeotmethis longipennis ingår i släktet Eoeotmethis och familjen Pamphagidae. Inga underarter finns listade i Catalogue of Life.